# Eroge

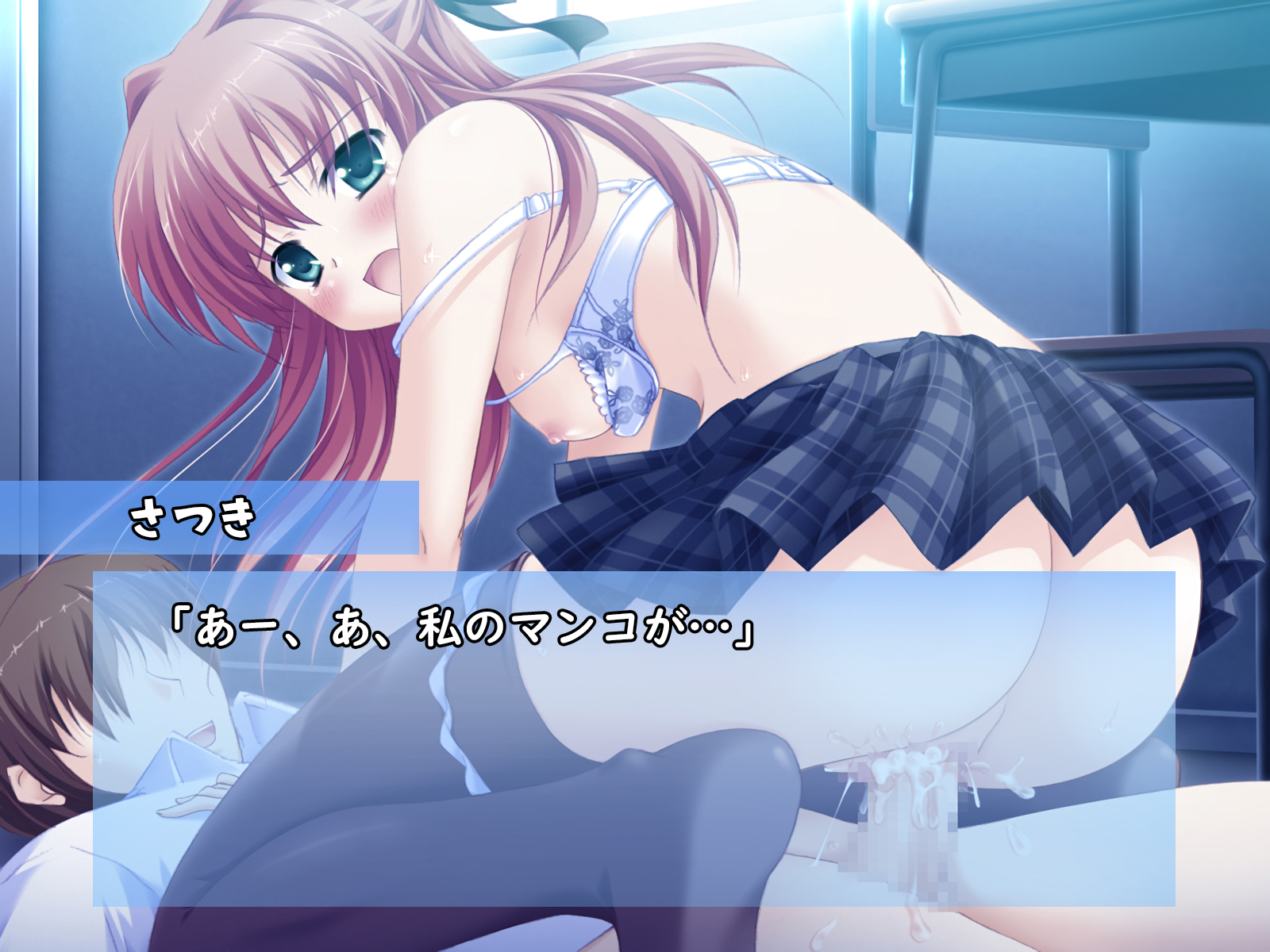
Eroge mnohdy obsahuje obsah obvykle ve stylu anime a mang.

Eroge (rovněž Erogé) je druh japonské počítačové hry, která obsahuje erotický obsah obvykle ve stylu anime a manga.

## Historie
Japonské Eroge je též známo jako H-games (zkratka z termínu hentai games). Vzniklo v osmdesátých letech kdy japonské společnosti představily své vlastní počítače a konzole, které konkurovaly těm americkým. Japonský počítač NEC PC-8801 byl v oblasti hardware daleko za konkurencí. Nabízel obrazový výstup pouze v 16 barvách a neměl žádnou zvukovou podporu. Aby získal na trhu převahu, výrobce nechal vyvinout první erotickou počítačovou hru s názvem Night Life. Byla vydána firmou Koei v roce 1982. V ten samý rok firma představil ještě Danchi Tsuma no Yuwaku což byla hra stylu RPG s podporou barev.